# Кечакмадзе, Иосиф Ильич
Иосиф Ильич Кечакмадзе (груз. იოსებ ილიას ძე კეჭაყმაძე; 27 марта 1939, Махарадзе — 24 марта 2013, Тбилиси) — советский, грузинский композитор.

## Биография
Родился в семье Илии Кечакмадзе и Елены Орагвелидзе; потомок известных исполнителей-певчих гурийских народных песен Ивлиане Кечакмадзе (1845—1947) и Христефора Кечакмадзе (1882—1933).
С 1955 году учился в музыкальное училище им. З.Палиашвили (Батуми), затем — в Тбилисской Центральной музыкальной школе-десятилетке для одарённых детей на хоро-дирижёрском отделении; одновременно работал концертмейстером и хормейстером хора Тбилисского республиканского дома учителей.
В 1960—1965 он учился на факультете композиции Тбилисской консерватории им. В. Сараджишвили (класс профессора Ионы Туския, затем — Давида Торадзе). Одновременно работал концертмейстером у О. А. Димитриади на кафедре хорового дирижирования.
С 1966 года занимал разные должности в президиуме музыкально-хореографического общества.
С 1968 года преподавал в Тбилисской консерватории, профессор (с 1985); в 1980—2007 годах заведовал кафедрой хорового дирижирования.
Одновременно с 1972 года был начальником отдела музыкальных учреждений Министерства культуры Грузинской ССР, главным редактором репертуарно-редакционной коллегии.
С 1993 года — председатель Комитета премии З.Палиашвили; с 2002 — советник министра культуры.
С 1979 года — секретарь правления Союза композиторов Грузии.
Похоронен в Дидубе в Пантеоне писателей и общественных деятелей Грузии.

## Творчество
Основные сочинения созданы в жанре хоровой музыки. На основе традиций грузинского народного пения создал свой неповторимый интонационный язык и уникальную манеру хорового письма.
На музыку И. Кечакмадзе поставлены:
- «Женский лирический танец с бубнами» (хореограф Гелоди Поцхишвили, Театр грузинского фольклора и национального балета «Метехи», Тбилиси)[5]
- одноактный балет «Сагалобели» (хореограф Юрий Посохов, Тбилисский государственный театр оперы и балета)[6].

### Избранные произведения
хоры a cappella
- Хоровой цикл «Пшавские идиллии» на стихи Анны Каландадзе[2]
- Цикл хоровых парафраз «Песни старого Тбилиси», на стихи Иетима Гурджи, Гиоргия Скандарнова и народных стихотворении[2]
- Хоровой цикл «Амер-Имери», на основе грузинской народно-мифологической поэзии
- Хоровой цикл «Затемнел дух», на стихи Ильи Чавчавадзе
- Хоровой цикл на стихи Галактиона Табидзе
- Хоровой цикл на стихи Терентия Гранели
- Хоровой цикл «Мирские жалобы», на стихи Йосифа Баиашвили
- Хоровые произведения на народные песни
- Хоровые произведения на стихи разных поэтов
- Церковные песнопения для женских, мужских и смешанных хоров

оркестровые и вокально-симфонические произведения
- Пять пьес для камерного оркестра, 1965
- Симфоническая поэма « На могиле Неизвестного солдата», 1966
- «Голос народа» Кантата для тенора, баритона, смешанного хора и симфонического оркестра, 1966
- «Грузинское небо» Баллада для солиста, хора и симфонического оркестра, 1970
- «Отцовский очаг», Ода для солиста, мужского хора и симфонического оркестра, 1972
- «Молодежный», для смешанного хора и духового оркестра, 1977
- «Ода Илье Чавчавадзе», для солиста, хора и симфонического оркестра, 1977
- «Славься народ сильный !» Ода для солиста, хора и симфонического оркестра, 1977

музыка к спектаклям
- «Повесть о двух мальчиках». Батумский государственный драматический театр им. И.Чавчавадзе , 1957.
- «Десница великого мастера». Кутаисский драматический театр им. Л.Месхишвили, 1976
- «Тутарчела». Тбилисский академический драматический театр им. Шота Руставели, 1977
- «Царь Эдип». Тбилисский академический драматический театр им. Котэ Марджанишвили, 1978
- «Мучения святой Шушаник». Тбилисский академический драматический театр им. Шота Руставели, 1979
- «Что сотворила Колыбельная». Грузинский государственный театр юных зрителей, 1980/81
- «Горы высокие». Тбилисский государственный драматический театр им. С. Ахметели, 1982/1983
- «На дне Базалетского озера». Тбилисский государственный драматический театр им. С. Ахметели, 1986
- «Исповедник». Телевизионный спектакль, 1990
- «Ламара». Батумский государственный драматический театр им. И.Чавчавадзе , 1995

музыка для кинофильмов
- 1974 Собака
- 1978 Вся жизнь[3]
- 1979 Мацги (Пропасть) (тв)
- 1981 Трудное начало
- 1985 Стих Арсены (тв)
- 1987 Мои цыгане

Иосиф Кечакмадзе — автор государственного гимна Грузии («Свобода»), который был создан им на основе музыки З.Палиашвили.

## Награды, звания и премии
- Государственная премия Грузинской ССР (1976, 1980)[2][3]
  - Премия имени З.Палиашвили (1976)
- Заслуженный деятель искусств Грузинской ССР (1979)
- Народный артист Грузинской ССР (1981)
 [2][3]
- Премия «За лучшую киномузыку года» (мюзикл «Стих Арсены») — 1985
- Премия «За лучшую музыку для драматического спектакля» («Ламара» Григола Робакидзе. Постановка Батумского государственного драматического театра им. И.Чавчавадзе) — 1995
- Государственная премия имени Шота Руставели (1995) — за песнопения, созданные в 1978—1994 годах для Сионского кафедрального собора[9]
- Орден Чести (1996)
- Государственная премия Грузии (2004)
- Золотой Орден Святого Георгия Апостольской Церкви (2009)[10]

## Память
В 2013 году имя Иосифа Кечакмадзе было присвоено одной из центральных улиц города Озургети (Грузия).